# Índice de Bishop
Índice, ou Escala de Bishop, também conhecido como escala de maturação cervical é um sistema de pontuação usado para prever se a indução ou condução do trabalho de parto será necessária. também tem sido utilizada para avaliar a probabilidade de parto pré-termo espontâneo. A Escala de Bishop foi desenvolvido pelo Professor Emérito de Obstetrícia e Ginecologia, Dr. Edward Bishop, e foi publicado pela primeira vez em agosto de 1964.

## Componentes
A pontuação total é calculada através da avaliação dos seguintes componentes do exame vaginal, por um profissional capacitado:
- Dilatação do colo do útero, em centímetros
- Apagamento cervical, redução do tamanho como uma porcentagem
- Consistência cervical
- Posição cervical
- Altura da apresentação, a posição da cabeça do feto em relação aos ossos pélvicos, em centímetros

| Parâmetro                           | Pontuação | Pontuação | Pontuação | Pontuação | Descrição |
| Parâmetro                           | 0         | 1         | 2         | 3         | Descrição |
| ----------------------------------- | --------- | --------- | --------- | --------- | --- |
| Posição                             | Posterior | Médio     | Anterior  | –         | A posição do colo do útero sofre alteração com os ciclos menstruais e também tende a tornar-se mais anterior (ou, seja, mais perto da abertura da vagina) com o aproximar do trabalho de parto. |
| Consistência                        | Duro      | Médio     | Macio     | –         | Em primigestas, o colo do útero é normalmente mais duro e resistente ao alongamento, podendo ser feita a analogia com um balão que não tenha sido previamente insuflado). Com partos subsequentes o colo do útero torna-se menos rígido, o que facilita a dilatação no termo. |
| Apagamento                          | 0-30%     | 40-50%    | 60-70%    | >80%      | O termo "apagamento" traduzir o quão "fino" está o colo do útero. O colo do útero tem normalmente cerca de 3 centímetros de comprimento, mas com a progressão do trabalho de parto, vai ficando mais curto até desaparecer por completo (diz-se "apagado", mais fino que uma folha de papel)                                                                                                   |
| Dilatação                           | Fechado   | 1-2 cm    | 3-4 cm    | >5 cm     | A dilatação mede a abertura do colo do útero. É habitualmente o indicador mais importante da progressão do trabalho de parto na sua primeira fase. A dilatação é avaliada pelo toque, e estimada pelos dedos do profissional de saúde |
| Altura da apresentação (insinuação) | −3        | −2        | −1, 0     | +1, +2    | A altura ou insinuação descreve a posição da cabeça do feto em relação à distância das espinhas isquiáticas, que ficam a cerca de 3-4 centímetros dentro da vagina e em circunstâncias normais não se conseguem palpar. Os números negativos indicam que a cabeça está acima da espinha isquiáticas e os números positivos indicam que a cabeça está abaixo do nível das espinhas isquiáticas. |

## Interpretação
Uma pontuação de 5 ou menos sugere que o trabalho é pouco provável que comece sem indução. Uma pontuação de 9 ou mais indica que o trabalho irá provavelmente começar espontaneamente. Pontuação entre 5 e 9 de exigir retribuição adicional e julgamento profissional para a gestão clínica.
Alguns autores interpretam que um Bishop menor que 8, indica que a indução é improvável ter sucesso e apenas uma pontuação de 8 ou superior é confiável para prever o sucesso de uma tentativa de indução.. 

## Escala Bishop Modificada
De acordo com a Modificação do sistema de pontuação, o apagamento foi substituído pelo comprimento do cérvix, em centímetros, com pontuação da seguinte forma: 0 pontos para >3 cm, 1 para >2 cm, 2 para >1 cm, 3 para 0 cm. Comprimento cervical é mais preciso para medir e tem menos variabilidade de interpretações.
Outra modificação para a escala Bispo são os modificadores da pontuação. Alguns pontos são adicionados ou subtraídos de acordo com circunstâncias especiais, como segue:
- Um ponto é adicionado à pontuação total pela:
  - 1. Existência de pré-eclâmpsia
  - 2. Cada parto vaginal anterior
- Um ponto é subtraído do total da pontuação por:
  - 1. Gravidez pós-termo
  - 2. Nuliparidade (nenhum parto vaginal)
  - 3. Ruptura de membranas pré-termo